# Peter Csendes
Peter Csendes (* 30. Dezember 1944 in Wien) ist ein österreichischer Historiker. Von 1994 bis 2001 war er Direktor des Instituts Österreichisches Biographisches Lexikon und biographische Dokumentation der Österreichischen Akademie der Wissenschaften. Seit 1992 ist er außerordentlicher Professor für Geschichte des Mittelalters und Historische Hilfswissenschaften an der Universität Wien.

## Leben
Csendes wurde als Sohn eines Uhrmachermeisters und dessen Frau geboren. Er besuchte das Bundesrealgymnasium Wien VII (Neubau) und studierte Geschichte und Germanistik an der Universität Wien. Von 1965 bis 1968 absolvierte er als ordentliches Mitglied den Kurs am Institut für Österreichische Geschichtsforschung in Wien (Prüfungsarbeit bei Heinrich Appelt). 1967 wurde er bei Alfred Hoffmann mit der Dissertation Die Straßen Niederösterreichs im Früh- und Hochmittelalter zum Dr. phil. promoviert. 
1967 wurde er Archivar im Wiener Stadt- und Landesarchiv, 1979 dessen stellvertretender Direktor. 1990 wurde er dann Senatsrat. 1991 wurde er Generalsekretär der Hochschuljubiläumsstiftung der Stadt Wien. Von 1994 bis 2001 war er geschäftsführender Direktor des Instituts Österreichisches Biographisches Lexikon und biographische Dokumentation der Österreichischen Akademie der Wissenschaften. 1999 wurde er zum Hofrat ernannt. Seit 2013 ist er Leiter des niederösterreichischen Archivs von Wiener Neudorf bei Mödling, dort zuständig für Geschichte.
1980 habilitierte sich Csendes an der Universität Wien für Geschichte des Mittelalters und Historische Hilfswissenschaften (Thema: Die Kanzlei Kaiser Heinrichs VI.) und übernahm eine Universitätsdozentur. 1992 erhielt er den Titel außerordentlicher Professor (tit. ao. Prof.). 
Seine umfangreiche Forschungs- und Publikationstätigkeit (u. a. als Herausgeber des Jahrbuchs des Vereins für Geschichte der Stadt Wien, des Österreichischen Biographischen Lexikons und der Schriftenreihe sowie Mitherausgeber der Wien-Edition) betrifft neben der Stadtgeschichte Wiens die allgemeine Geschichte des Mittelalters, vor allem das 12. und 13. Jahrhundert. So hat er beispielsweise Monographien über Philipp von Schwaben und über den Stauferkaiser Heinrich VI. vorgelegt.
Er ist Beiratsmitglied des Österreichischen Arbeitskreises für Stadtgeschichtsforschung, korrespondierendes Mitglied des Südwestdeutschen Arbeitskreises für Stadtgeschichte, Kuratoriumsmitglied des Dokumentationsarchivs des österreichischen Widerstandes und Präsident (1997–2001) des Verbandes Österreichischer Archivarinnen und Archivare.
Csendes ist verheiratet und Vater von zwei Kindern.

## Auszeichnungen
- 1978: Förderpreis der Theodor-Körner-Stiftung
- 1997: Theodor-Georg-Ritter-von-Karajan-Medaille des Vereins für Geschichte der Stadt Wien
- 1999: Berufstitel Hofrat
- 2000: Medaille „Bene Merito“ der Österreichischen Akademie der Wissenschaften[2]
- 2005: Goldenes Ehrenzeichen für Verdienste um das Land Wien
- 2006: Österreichisches Ehrenkreuz für Wissenschaft und Kunst I. Klasse

## Schriften (Auswahl)
- Die Straßen Niederösterreichs im Früh- und Hochmittelalter (= Dissertationen der Universität Wien. Band 33). Verlag Notring, Wien 1969.
- Wien in den Fehden der Jahre 1461–1463 (= Militärhistorische Schriftenreihe. Heft 28). Österreichischer Bundesverlag für Unterricht, Wissenschaft und Kunst, Wien 1974, ISBN 3-215-73226-2.
- Geschichte Wiens (= Geschichte der österreichischen Bundesländer). Oldenbourg, München 1981, ISBN 3-486-50861-X.
- Die Kanzlei Kaiser Heinrichs VI. Verlag der Österreichischen Akademie der Wissenschaften, Wien 1981, ISBN 3-7001-0419-7.
- (Hrsg.): Die Rechtsquellen der Stadt Wien (= Fontes iuris. Band 9). Böhlau, Wien u. a. 1986, ISBN 3-205-08733-X.
- Das Wiener Stadtrechtsprivileg von 1221. Böhlau, Wien u. a. 1987, ISBN 3-205-08363-6.
- Das Zeitalter Kaiser Franz Josephs I. Österreich 1848–1918. [Das Tagebuch einer Epoche]. Brandstetter, Wien 1989, ISBN 3-85447-297-8.
- Heinrich VI. (= Gestalten des Mittelalters und der Renaissance). Wissenschaftliche Buchgesellschaft, Darmstadt 1993, ISBN 3-534-10046-8.
- mit Ferdinand Opll (Hrsg.): Wien. Geschichte einer Stadt. 3 Bände, Böhlau, Wien u. a. 2001 ff.

- Band 1: Von den Anfängen bis zur ersten Wiener Türkenbelagerung (1529). 2001, ISBN 3-205-99266-0.
- Band 2: Die frühneuzeitliche Residenz (16. bis 18. Jahrhundert). 2003, ISBN 3-205-99267-9.
- Band 3: Von 1790 bis zur Gegenwart. 2006, ISBN 3-205-99268-7.

- Philipp von Schwaben. Ein Staufer im Kampf um die Macht. Primus-Verlag, Darmstadt 2003, ISBN 3-89678-458-7.
- Wien im Mittelalter: Zeitzeugnisse und Analysen, gemeinsam mit Ferdinand Opll, Böhlau-Verlag, Köln/Wien 2021, ISBN 978-3-205-21401-4.